# Xevioso jocquei
Espèce
Xevioso jocquei est une espèce d'araignées aranéomorphes de la famille des Phyxelididae.

## Distribution
Cette espèce est endémique du Malawi. Elle se rencontre vers 2 000 m d'altitude sur le mont Mulanje.

## Description
Le mâle holotype mesure 6,67 mm.

## Étymologie
Cette espèce est nommée en l'honneur de Rudy Jocqué.

## Publication originale
- Griswold, 1990 : A revision and phylogenetic analysis of the spider subfamily Phyxelidinae (Araneae, Amaurobiidae). Bulletin of the American Museum of Natural History, no 196, p. 1-206 (texte intégral).